# علم مرتجل
اسم العلم المرتجل هو ما وضع من أسماء الأعلام من أول الأمر علَماً، ولم يستعمل قبل ذلك في غير العلمية، نحو: سعاد، وأدد، وحمدان، وعمر، محبب.

## أقسام العلم المرتجل
ينقسم اسم العلم المرتجل إلى قسمين:
1. المرتجل القياسي: وهو العلم الموضوع من أول الأمر علَماً، ولم يستعمل قبل ذلك في غير العلمية.
2. المرتجل الشاذ: وهو ما وضع علَماً من أول الأمر، ولكن لا نظير له في كلام العرب يقاس عليه.